# USS Omaha (SSN-692)
Za druga plovila z istim imenom glejte USS Omaha.
USS Omaha (SSN-692) je jedrska jurišna podmornica razreda los angeles.

## Zgodovina
1. oktobra 2007 je načrtovan začetek razreza podmornice.